# Лудовико Гонзага (герцог Неверский)

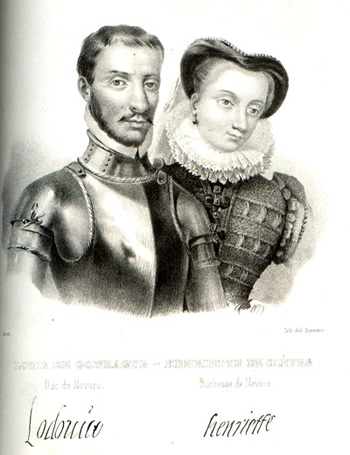
Людовик Неверский с супругой.

Лодовико ди Гонзага (итал. Lodovico di Gonzaga) или Луи де Невер (фр. Louis de Nevers; 18 сентября 1539 — 23 октября 1595) — третий сын 1-го герцога Мантуи, Федерико II Гонзага, и наследницы Монферрата — Маргариты Палеолог. Был на службе у пяти французских королей. В конспирологической литературе рассматривается как великий магистр приората Сиона.
Мать Маргариты Монферратской, Анна Алансонская (1492—1562), приняв постриг, не могла управлять своей частью наследства алансонской ветви дома Валуа. По её настоянию для управления бретонской сеньорией Лагерш во Францию отправился 10-летний внук, Лодовико Гонзага. Как и многие другие итальянцы, Гонзага был тепло принят при французском дворе и получил образование на французский манер.
В 1557 году 17-летний принц был взят в плен испанцами в битве при Сен-Кантене; на свободу он вернулся ценой крупного выкупа. При содействии другой итальянки, Екатерины Медичи, в 1565 году сочетался браком со своей кузиной из дома Ламарков, Генриеттой Клевской, богатейшей наследницей Франции. В число её владений входили герцогство Невер и графство Ретель. Впоследствии он именовался герцогом Невер только из любезности и не был даже пэром Франции до 1581 года, когда король ради него возвёл Ретель в герцогство.

Во время Религиозных войн Луи де Невер проявил себя одним из самых фанатичных вождей католиков, но с Католической лигой Гизов не желал иметь ничего общего, видя в ней фронду против короля. Его роль в подготовке и проведении Варфоломеевской ночи остаётся тёмной. Традиционно его называют в числе зачинщиков и активных участников резни. Менее известно то, что он одним из первых потребовал прекращения бесчинств и спас от гибели тех гугенотов, которые укрылись у английского посла. 

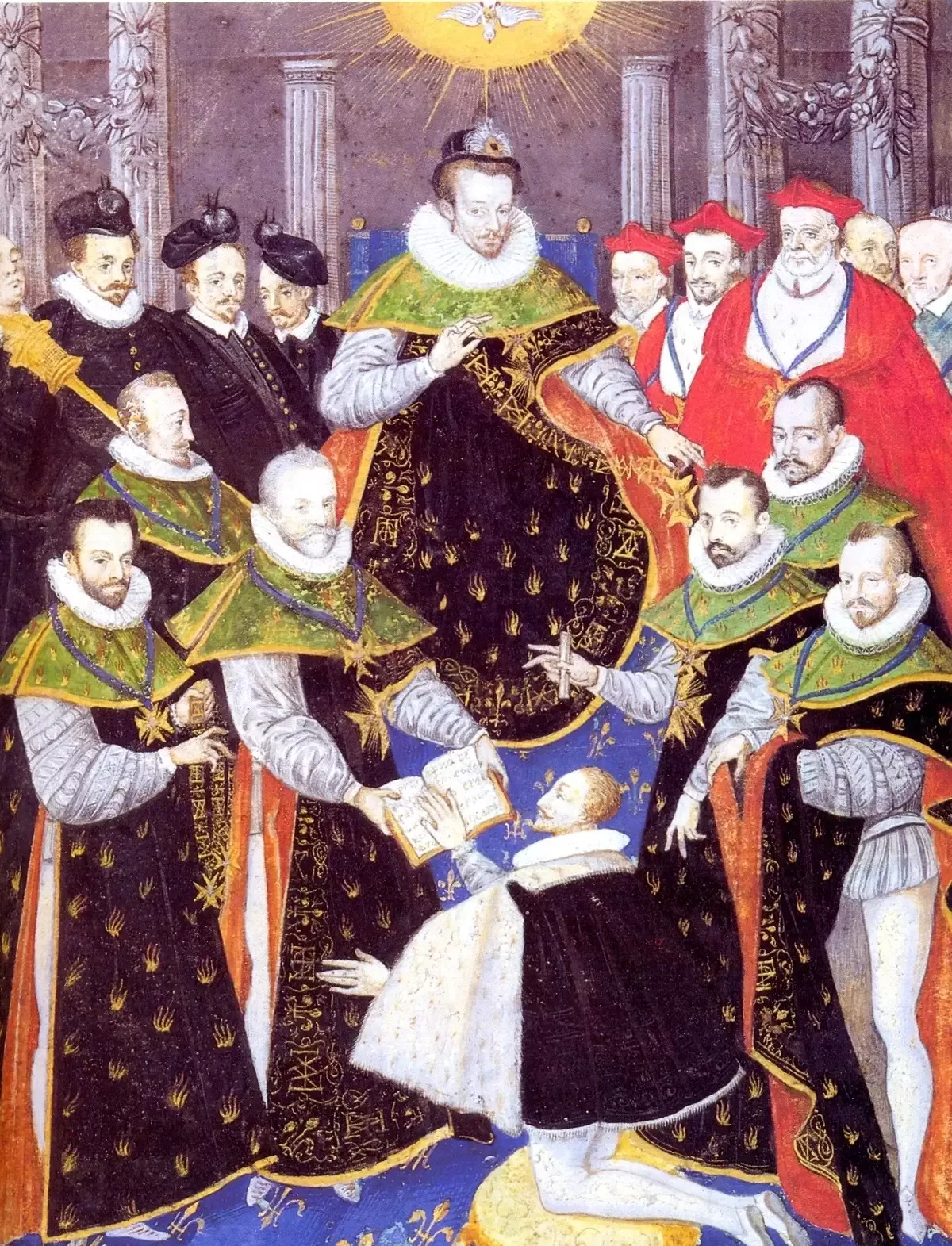
Генрих III вручает Людовику Неверскому первый орден Святого Духа (1578)

В 1573 году, когда Невер успешно действовал против гугенотов в заливе Ла-Рошели, его близкий друг, герцог Анжуйский, будучи избранным на польский престол, пригласил его с собой в Польшу в качестве советника. Невер не одобрял увлечение короля миньонами, но пытался диктовать ему государственную политику, особенно в первое время после его возвращения во Францию. При учреждении ордена Святого Духа герцог Невер был назван в числе первых его кавалеров. Его миссия по поимке мятежного герцога Алансонского (1575) не увенчалась успехом.
После восшествия на престол Генриха Наваррского герцог Невер быстро нашёл с ним общий язык. Обусловлено это было их родственными связями: бабушкой нового короля была родная сестра Анны Алансонской, а жена Невера, Генриетта Клевская, приходилась ему двоюродной сестрой. 
После перехода Генриха в католичество Неверу было поручено налаживать его отношения со Святейшим престолом. Гонзага и раньше привечал итальянцев во Франции, давал приют в Невере иезуитам и выполнял дипломатические поручения папы римского. По дороге в Ватикан он посетил дворы своих итальянских родственников и пригласил итальянцев наладить производство фаянса в Невере. 
Первый герцог Ретель умер в возрасте 56 лет в северном городе Нель. Ему наследовал сын Шарль де Невер — будущий герцог Мантуи. Его пережили также две дочери — жёны герцогов Лонгвиля (из первого Орлеанского дома) и Майенна (из числа Гизов).
Псевдонимные «Мемуары герцога Неверского» были изданы в Париже в 1665 году в двух объемистых томах под редакцией Марена Леруа де Гомбервиля, составившего это произведение на основе подлинных документов и собственных исторических реконструкций.